# Phytoprogestagène
Une substance phytoprogestagène, ou phytoprogestérone est une substance produite naturellement par les plantes, qui du fait de la similarité de sa structure moléculaire avec la progestérone a la capacité de provoquer des effets similaires. Les substances phytoprogetagènes produites par les plantes font partie des phytohormones,,.